# 1. Cserkész Világdzsembori
Az 1. Cserkész Világdzsemborit 1920. július 30. és augusztus 8. között, Angliában a londoni Olimpiai Stadionban rendezték meg. Ez volt a világ első dzsemborija 34 nemzet 8000 cserkésze részvételével. Magyarország itt az első világháború utáni helyzet miatt nem tudta képviseltetni magát. Ezen a találkozón kiáltották ki Robert Baden-Powellt a világ főcserkészévé.